# Pidonia armata
Pidonia armata là một loài bọ cánh cứng trong họ Cerambycidae.